# Iglesia de Notre-Dame-de-Confort
La iglesia Notre-Dame-de-Comodidad es una antigua iglesia de Lyon construida en 1218 y destruida en 1816 ubicada cerca de la Plaza de los Jacobinos.

## Historia

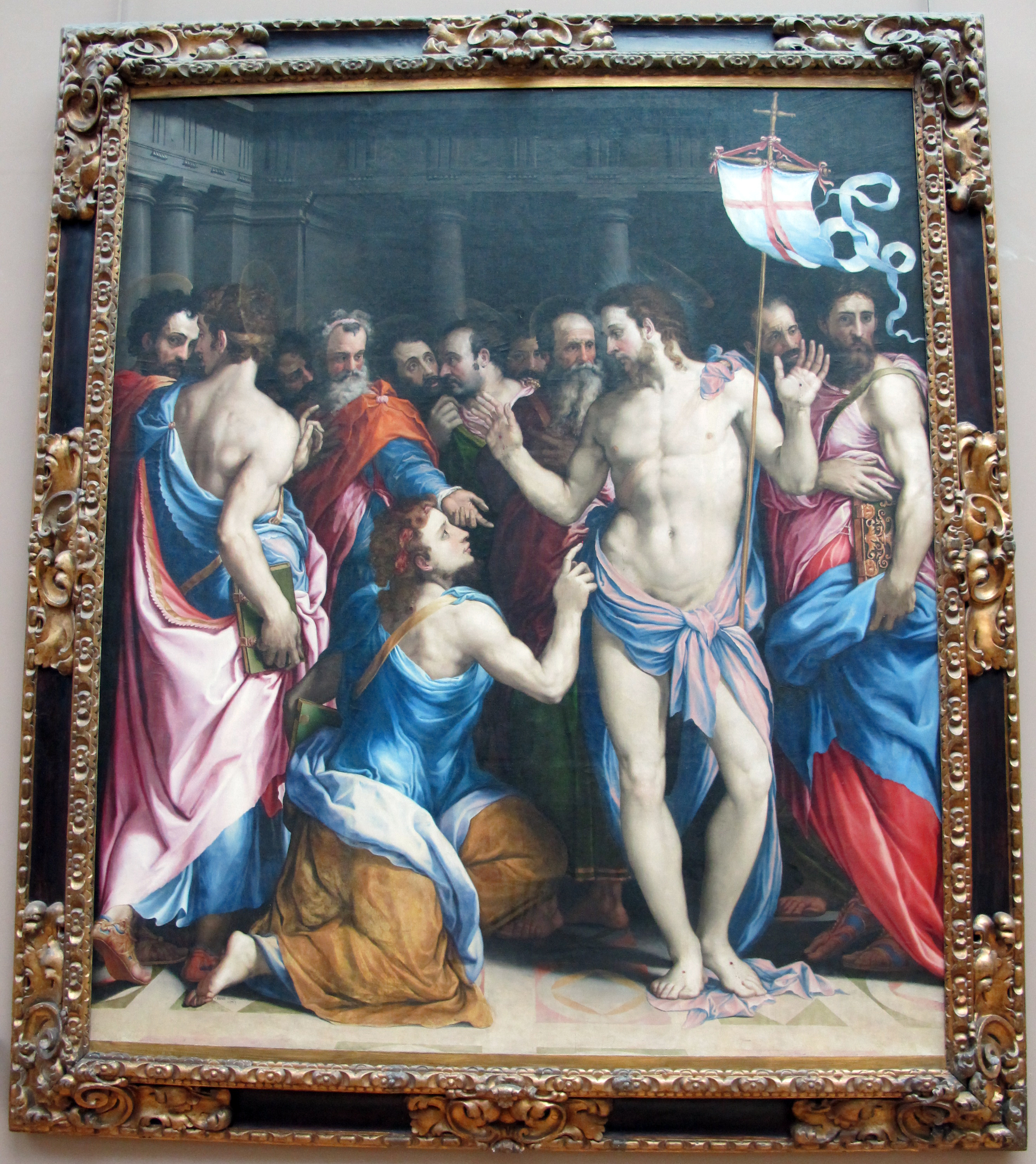
cuadro de Salviati La incredulidad de santo Thomas, que adornaba la capilla de la familia Gadagne. Louvre.

En el Renacimiento, Notre-Dame-de-Confort, gestionada por los Dominicos, fue la iglesia de los residentes florentinos en Lyon. Ellos adquirieron en 1464 el privilegio de poder enterrar a sus muertos y financiaron considerablemente su ampliación y embellecimiento.
En 1517, el banquero italiano Bartolomeo Panciantichi fue el primero en aportar el coste de una capilla. Quiso adornar el altar con un cuadro de la Asunción en 1522 encargado a Andrea del Sarto. Pero la obra fue realizada sobre una madera de mala calidad, y el artista la dejó sin terminar. No fue expuesta nunca en Lyon.
En 1526, Thomas de Gadagne, llamado el rico, hizo un donativo para poder disfrutar de una capilla, y ser enterrado allí con su esposa. Su sobrino Thomas II la decoró pidiendo al pintor Francesco Salviati que realizara un cuadro sobre el tema de la incredulidad de santo Tomás. El banquero Leonardo Spiza hizo edificar allí un mausoleo, así como otro compatriota, que mandó otro a Antonio Rossellino.

## Posteridad
Una placa que recuerda su existencia está fijada en la plaza de los Jacobinos, y el arco de la entrada de una de las capillas es todavía visible sobre la fachada de los números 8-10 de la calle de Sully, donde fue reemplazado después de la destrucción del edificio religioso.